# 1868 Терсит
1868 Терсит (енгл. 1868 Thersites) је Јупитеров тројански астероид чија средња удаљеност од Сунца износи 5,311 астрономских јединица (АЈ).
Апсолутна магнитуда астероида је 9,3.